# Сталь (стадіон)
Стадіон «Сталь» — багатофункціональний стадіон у місті Алчевську Луганської області. Вміщує 9 200 глядачів і є домашньою ареною ФК «Сталь» (Алчевськ).